# Jean-Baptiste Arban
Joseph Jean Baptiste Laurent Arban (Lió, 28 de febrer de 1825 - París, 9 d'abril de 1889) fou director d'orquestra i famós cornetí francès.
L'any 1839, entrà en el Conservatori de París, i en acabar els seus estudis el 1845, fou nomenat immediatament professor del Gimnàs músic-militar després d'un brillant concurs. Ben aviat va adquirir gran reputació com a concertista i director d'orquestra; dirigí la dels balls de l'Òpera, del Casino Cadet i dels Camps Elisis. Nomenat professor del Conservatori el 1857, va fer la primera classe de corneta el 1869 i dimití del càrrec el 1874.
El 1864 publicà el seu Grande Methode complète de cornet à pistons et de saxhorn, obra que fou adoptada pel Conservatori, i per decret del ministeri de la Guerra, per a les bandes militars. A més se li deuen gran nombre fantasies, obres de concert i música de ball. Arban restava influenciat per la tècnica virtuosa de Niccolò Paganini amb el violí i realitzà un intent d'usar la corneta com un verdader instrument solista.